# Dichocarpum auriculatum
Dichocarpum auriculatum är en ranunkelväxtart som först beskrevs av Adrien René Franchet, och fick sitt nu gällande namn av Wen Tsai Wang och P.K. Hsiao. Dichocarpum auriculatum ingår i släktet Dichocarpum och familjen ranunkelväxter. Utöver nominatformen finns också underarten D. a. puberulum.